# 苯甲酸雌二醇/戊酸雌二醇/己酸羟孕酮
苯甲酸雌二醇/戊酸雌二醇/己酸羟孕酮，缩写为EB/EV/OHPC，以商品名Sin-Ol出售，是苯甲酸雌二醇（EB）、戊酸雌二醇（EV）和己酸羟孕酮（OHPC）的组合药物，据报道在1970年代初被用作女性复方注射避孕药。它含有1毫克苯甲酸雌二醇、10毫克戊酸雌二醇和250毫克己酸羟孕酮的油溶液，以3毫升安瓿的形式提供，并通过定期肌肉注射给药。该药物由墨西哥的制药公司Reuffer生产。